# کامپی
۶۰°۱۰′۰۳″ شمالی ۲۴°۵۵′۵۴″ شرقی / ۶۰٫۱۶۷۵۰°شمالی ۲۴٫۹۳۱۶۷°شرقی
کامپی (انگلیسی: Kamppi)، (سوئدی: Kampen) محله‌ای در مرکز هلسینکی، پایتخت فنلاند است.

## پیشینه
در هلسینکی قدیم تا حدود ۱۰۰ سال پیش این نام در اصل به منطقه کوچکی موسوم به مزرعه کامپی گفته می‌شد. سرشماری رسمی سال ۲۰۰۴، این واقعیت را ثابت کرد که کامپی قلب ناحیه تجاری در هسینکلی مرکزی است. کامپی ۱۰۰۰۰ نفر جمعیت دارد. با این همه، در تضاد کامل با سایر مناطق هلسینکی مرکزی، توسعه در کامپی پراکنده بود و مرکز کامپی تا سال ۲۰۰۲ کاملاً توسعه یافته نبود.
نام کامپی از واژه سوئدی جنگ kamp گرفته شده‌است. تحت حاکمیت روسیه در قرن نوزدهم کامپی عمدتاً به عنوان یک منطقه نظامی توسط نیروهای روسی، با پادگان‌ها و زمینه‌های آموزشی مانند میدان مشق استفاده می‌شد، که به همان نام جنگ اشاره دارد. تا ۱۹۲۹ این منطقه مزرعه کامپی و همچنین بازاری بود که توسط بازرگانان یهودی از اواخر قرن نوزدهم سروشکل گرفته بود.

## حال حاضر
مدرسه متوسطه معتبر رسو و همچنین کلیسای قدیمی هلسینکی و پارک مجاور آن در منطقه کامپی واقع شده‌است. ایستگاه اتوبوس مرکزی هلسینکی در یک ترمینال مدرن واقع شده‌است که کاملاً در زیر زمین در کامپی ساخته شده‌است و ایستگاه راه‌آهن هلسینکی نیز تنها چند صد متر دورتر واقع شده‌است. یک مکان مورد توجه در محله کامپی پردیس سینمایی تنیسپالاتیسی (با تلفظ اصیل فنلاندی: دننیش‌بالاستی)، بزرگ‌ترین مجموعه نمایش فیلم و سینما در هلسینکی است. هتل افسانه‌ای تورنی موسوم به برج هتل نیز در کامپی واقع شده‌است. این ساختمان در زمان افتتاحش در سال ۱۹۳۱ بلندترین ساختمان در فنلاند بود.

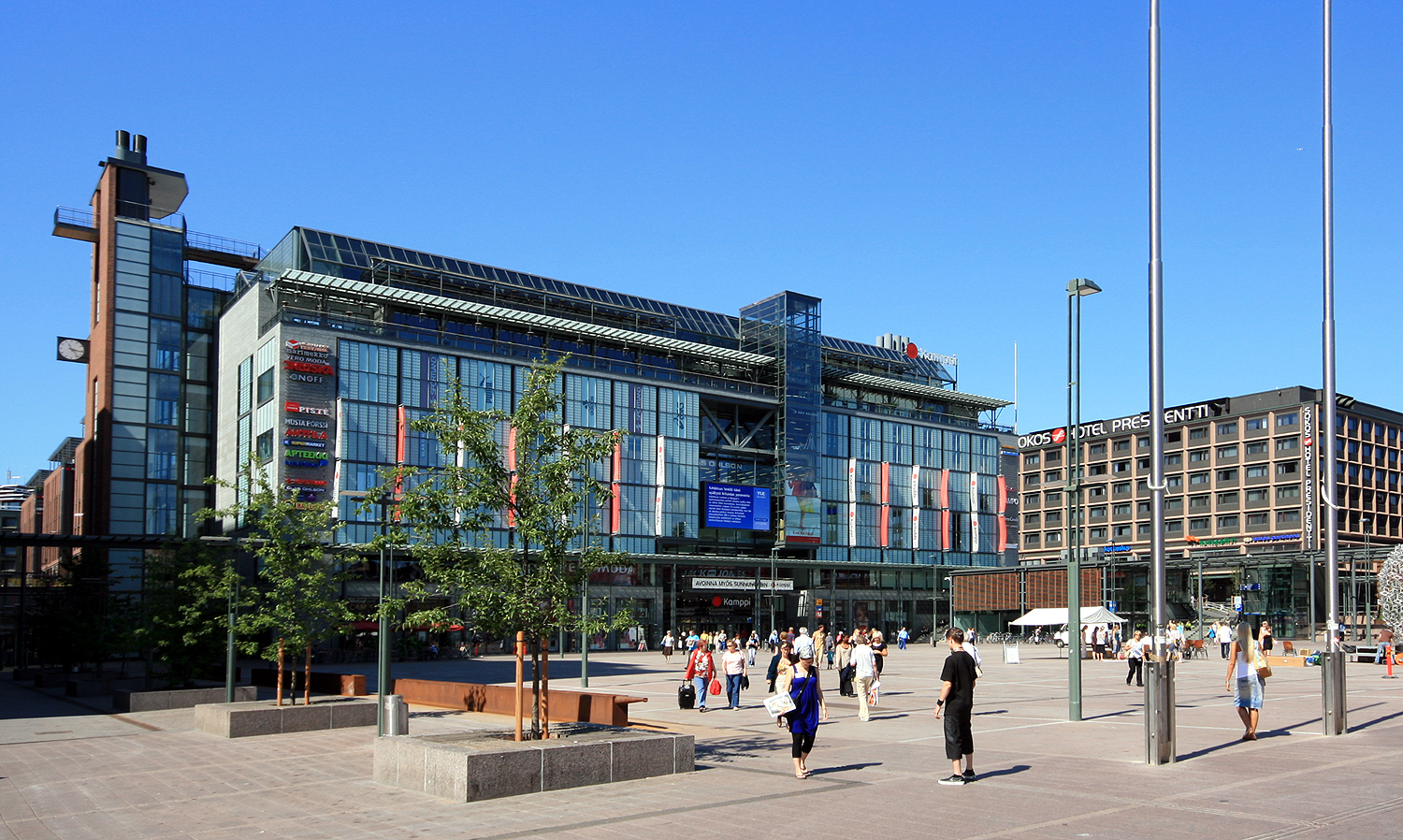
مرکز خرید کامپی